# Kluuvi
Kluuvi (schwed. Gloet) ist ein Teilgebiet (finn. osa-alue) und ein Stadtteil (kaupunginosa) der finnischen Hauptstadt Helsinki. Er umfasst das Gebiet, das gemeinhin als Stadtkern angesehen wird. Im allgemeinen Sprachgebrauch ist der Name „Kluuvi“ eher unüblich, meist wird das Gebiet schlicht als „Zentrum“ oder auch „Kernzentrum“ (finn. ydinkeskusta) bezeichnet.
Der Stadtteil hat heutzutage kaum Einwohner, dafür aber umso mehr Arbeitsplätze. Auf seinem Gebiet befindet sich ein großer Teil der wichtigsten öffentlichen, kulturellen und kommerziellen Einrichtungen der Stadt, beispielsweise der Hauptbahnhof, der zentrale Campus der Universität Helsinki, die Kunstmuseen Ateneum und Kiasma, das Nationaltheater, Einkaufszentren und Warenhäuser wie das Stockmann-Stammhaus, eins der größten Kinos der Stadt (Kinopalatsi), zahlreiche Unternehmenszentralen, die Börse Helsinki sowie der Park Kaisaniemi mit seinem botanischen Garten. Der belebteste Abschnitt der Einkaufsstraße Aleksanterinkatu liegt auf dem Gebiet von Kluuvi.
Die Grenzen des Stadtteils sind im Westen die Mannerheimintie, im Süden die Esplanadi, im Osten die Unioninkatu und im Norden die zwei Meeresbuchten Töölönlahti und Eläintarhanlahti.
|  |

## Geographie und Geschichte

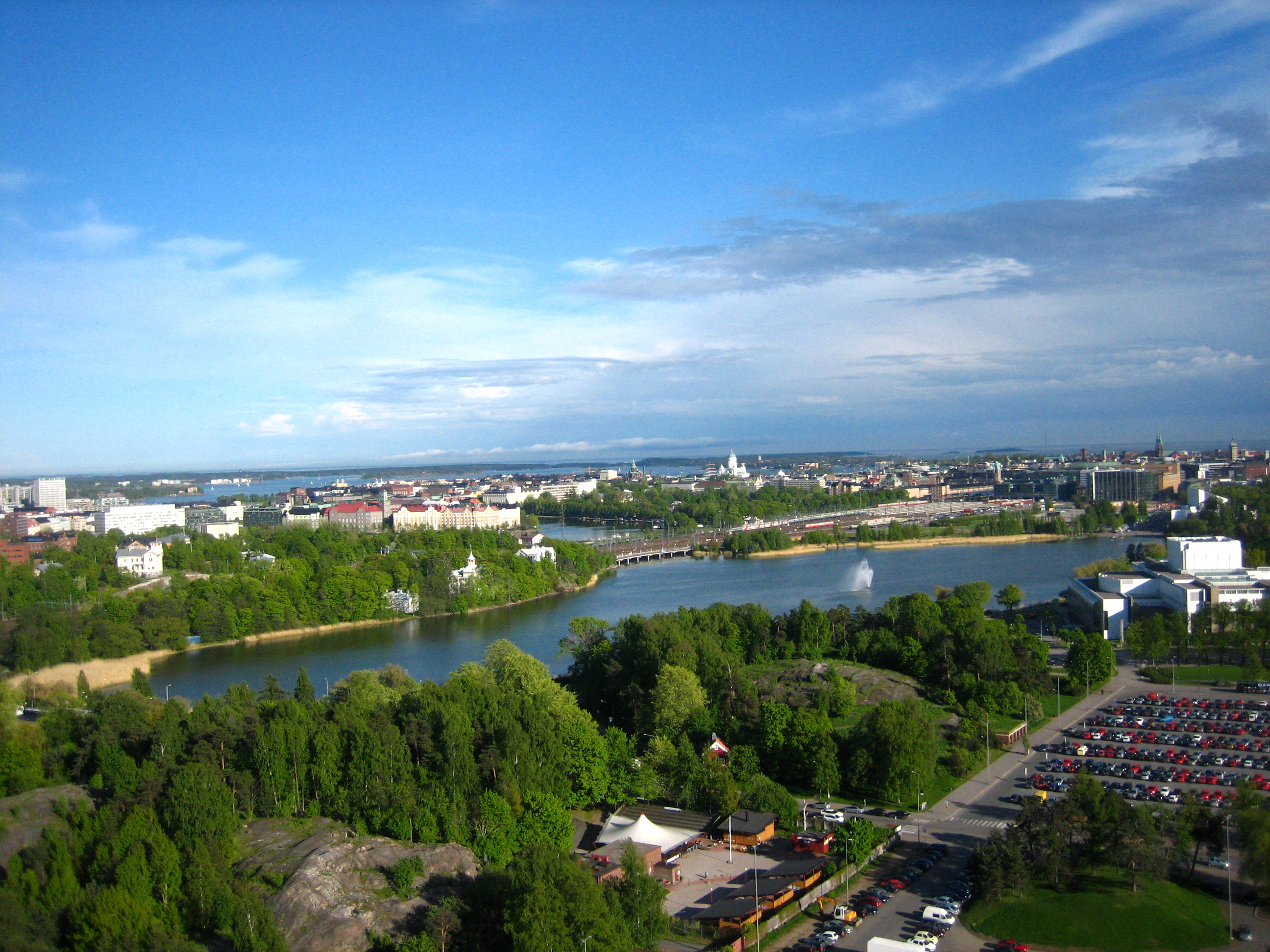
Die Bucht Töölönlahti (hier vom Turm des Olympiastadions aus gesehen) ist die nördliche Fortsetzung der im 19. Jahrhundert zugeschütteten Bucht Kluuvinlahti. Der heutige Stadtteil Kluuvi ist im Bild hinten rechts.

Der schwedische Name von Kluuvi, Gloet, bedeutet wörtlich eine niedrige, beispielsweise durch Landhebung oder Ansammlung von Schlamm und Schilf allmählich zuwachsende Bucht. Tatsächlich lag ein Großteil von Kluuvi ursprünglich unter Wasser und bildete eine schmale, in nordsüdlicher Richtung verlaufende Meeresbucht, auf Finnisch Kluuvinlahti genannt. Sie war im Norden mit der Bucht Töölönlahti verbunden, im Süden reichte sie ursprünglich bis zum Becken des heutigen Südhafens. Das östlich von Kluuvi liegende Gebiet (das heutige Kruununhaka) war noch im Mittelalter eine Insel. Jedoch war die Bucht bereits in den 1640er-Jahren, als Helsinki von Vanhakaupunki nach Kruununhaka verlegt wurde, teilweise zugewachsen.
Die sumpfige und zudem noch als Müllhalde benutzte Bucht wurde allmählich zu einem Gesundheitsproblem für die Stadt, und so gab es schon im 18. Jahrhundert Pläne, die Bucht endgültig zuzuschütten. Diese wurden jedoch aus strategischen Gründen nicht verwirklicht – die Bucht stellte ein natürliches Hindernis für Angreifer dar. Die Situation änderte sich erst im frühen 19. Jahrhundert, als Helsinki zur Hauptstadt Finnlands aufgestiegen war und die nunmehr rapide wachsende Stadt sich von Kruununhaka aus ausbreiten musste. Nun begann man, die Bucht schrittweise zuzuschütten. In der zweiten Hälfte des 19. Jahrhunderts war sie bereits größtenteils verschwunden. Noch in den 1950er-Jahren erwog man die Möglichkeit, auch die sich nördlich anschließende Töölönlahti zuzuschütten, doch wurden diese Pläne schließlich aus ästhetischen Gründen aufgegeben.
Weil der Erdboden in Kluuvi aufgeschüttet ist und auf einer ehemaligen Wasser- und Sumpffläche liegt, ist er weicher als in den übrigen Teilen der Helsinkier Innenstadt. Dies stellt für die Bautechnik noch immer eine Herausforderung dar. Die Fundamente sämtlicher Bauwerke mussten durch umfangreiche Pfahlgründungsarbeiten gesichert werden. Beim Bau der Metro Helsinki musste der Erdboden gar für die Dauer der Arbeiten künstlich eingefroren werden. Heute belasten Schwankungen im Grundwasserniveau die hölzernen Pfahlgründungen älterer Gebäude. Auf den Straßen kann man an manchen Stellen ein leichtes Beben des Erdbodens bemerken, wenn beispielsweise eine Straßenbahn vorbeifährt.
Die Stellen, an denen die ursprüngliche Küstenlinie die heutige Aleksanterinkatu kreuzt, sind mit in den Gehweg eingelassenen Messingplatten markiert. An den kleinen Höhenunterschieden auf der Aleksanterinkatu kann man außerdem bemerken, dass Kluuvi noch heute etwas niedriger liegt als die benachbarten Gebiete.